# Nymphoides peltata
Nymphoides peltata é uma espécie de planta com flor pertencente à família Menyanthaceae. 
A autoridade científica da espécie é (S.G.Gmel.) Kuntze, tendo sido publicada em Revisio Generum Plantarum 2: 429. 1891.
Os seus nomes comuns são golfão-pequeno ou golfo-menor.

## Portugal
Trata-se de uma espécie presente no território português, nomeadamente em Portugal Continental.
Em termos de naturalidade é nativa da região atrás indicada.

## Protecção
Não se encontra protegida por legislação portuguesa ou da Comunidade Europeia.